# David Ariel Mendieta
David Ariel Mendieta Chávez (Lambaré, Paraguay; 22 de agosto de 1986) es un futbolista paraguayo. Juega de volante creativo o mediapunta y su equipo actual es el Cristóbal Colón FBC de la Primera B Metropolitana, parte de la Tercera División del fútbol paraguayo.

## Selección nacional
Ha sido convocado en varias ocasiones a la Selección Paraguaya, tanto en categorías Sub-17, Sub-20 y en la Selección absoluta en el año 2014.

## Clubes
| Club              | País     | Año               |
| ----------------- | -------- | ----------------- |
| Guaraní           | Paraguay | 2004 - 2008       |
| 12 de Octubre     | Paraguay | 2009 - 2010       |
| San Lorenzo       | Paraguay | 2012              |
| 3 de Febrero      | Paraguay | 2013 - 2014       |
| Deportivo Cali    | Colombia | 2015              |
| Sportivo Luqueño  | Paraguay | 2015              |
| Libertad          | Paraguay | 2016              |
| Sportivo Luqueño  | Paraguay | 2016              |
| Deportivo Capiatá | Paraguay | 2017              |
| Independiente CG  | Paraguay | 2018              |
| Libertad          | Paraguay | 2019              |
| 12 de Octubre     | Paraguay | 2020 - Actualidad |

### Participaciones en Copas nacionales
| Copa               | País     | Resultado     | Partidos | Goles |
| ------------------ | -------- | ------------- | -------- | ----- |
| Copa Paraguay 2018 | Paraguay | Por confirmar | 0        | 0     |

## Palmarés

### Campeonatos nacionales
| Título          | Club           | País     | Año  |
| --------------- | -------------- | -------- | ---- |
| Torneo Apertura | Deportivo Cali | Colombia | 2015 |
| Torneo Apertura | Libertad       | Paraguay | 2016 |